# Roberto Bonomi
Roberto Wenceslao Bonomi Oliva (Buenos Aires, 30 settembre 1919 – Buenos Aires, 10 gennaio 1992) è stato un pilota automobilistico argentino.

## Risultati in Formula 1
| 1960 | Scuderia            | Vettura    |    |  |  |  |  |  |  |  |  |  |  | Punti | Pos. |
| ---- | ------------------- | ---------- | -- |  |  |  |  |  |  |  |  |  |  | ----- | ---- |
| 1960 | Scuderia Centro Sud | Cooper T51 | 11 |  |  |  |  |  |  |  |  |  |  | 0     |      |

| Legenda | 1º posto     | 2º posto | 3º posto    | A punti         | Senza punti/Non class.  | Grassetto – Pole position Corsivo – Giro più veloce |
| Legenda | Squalificato | Ritirato | Non partito | Non qualificato | Solo prove/Terzo pilota | Grassetto – Pole position Corsivo – Giro più veloce |